# Robert Newstead
Robert Newstead, född 1859 i Swanton Abbott, död 1947, var en brittisk entomolog och arkeolog. 1912 blev han Fellow of the Royal Society.
Auktorsnamnet Newstead kan användas för Robert Newstead i samband med ett vetenskapligt namn inom zoologin; se Wikipedia-artiklar som länkar till auktorsnamnet.